# Paul Rausnitz
Paul Rausnitz (9. března 1928 Jablonec nad Nisou, Československo – 11. listopadu 2018) byl česko-americký podnikatel židovského původu.

## Život
Po okupaci Československa 1939 odešel se svými rodiči a bratry přes Polsko do Sovětského svazu. Spolu se svými bratry se přihlásil do československé jednotky v Buzuluku a podílel se na osvobození Československa. Po druhé světové válce v roce 1946 odešel s rodinou znovu do zahraničí. Po návratu do Československa v roce 1989 odkoupil akcie přerovské společnosti Meopta, kterou privatizoval. Kromě podnikání se aktivně angažoval v Československé obci legionářské.

## Ocenění
- Gratias Agit (2008)
- medaile Za zásluhy  1. stupeň (2013)
- Cena Arnošta Lustiga (2017)[3]
- čestné občanství města Přerova (2018)[4]